# نیکلز (کارولینای جنوبی)
نیکلز(به انگلیسی: Nichols) شهری در ایالت کارولینای جنوبی کشور ایالات متحده آمریکا است که جمعیت آن در سرشماری سال ۲۰۱۰ میلادی، ۳۶۸ نفر بوده‌است.